# 杜宜瑾
杜宜瑾（1936年2月—），男，汉族，四川广安人，中华人民共和国政治人物。曾任致公党中央常务副主席，第九届全国人大常委。

## 生平
1958年，于北京师范大学研究生毕业。1958年至1987年，在安徽师范大学任助教、讲师、副教授、教授。1983年，任安徽师范大学校长。1987年，任安徽大学校长。1988年，任安徽省人民政府副省长。1996年，任中国致公党中央委员会副主席。1998年，任北京市政协副主席。1998年3月，第九届全国人大第一次会议上，他当选全国人民代表大会常务委员会委员。2003年，任致公党中央常务副主席。。